# Австрийско-чешские отношения
Австрийско-чешские отношения — двусторонние дипломатические отношения между Австрией и Чехией. Протяжённость государственной границы между странами составляет 402 км.

## История
С 1867 по 1879 год в Австро-Венгрии либералы немецкого происхождения контролировали политику страны через парламенты. Они были полны решимости сохранить господство немцев в политической жизни австрийской части империи. Чешские лидеры, впоследствии основавшие Национальную партию, выступали за союз с консервативной и в значительной степени германизированной чешской знатью и за восстановление традиционной автономии Богемии. По сути, они хотели воссоздать Королевство Богемия (включая Моравию и Силезию) на основе конституционного соглашения с Австрией (наподобие соглашения Австрии и Венгрии). В 1871 году Национальная партия («Старочехи») достигла успеха, так как правительство согласилось с их основными требованиями по восстановлению Королевства Богемия. Однако затем последовали протесты с применением насилия со стороны как немецких, так и венгерских либералов, в результате чего правительство отказалось удовлетворить требования Старочехов.
В 1878 году немецкие либералы, видя увеличение доли славян в империи, выступили против оккупации Австро-Венгрией Боснии и Герцеговины. Император Австро-Венгрии уволил либеральное правительство из-за его противодействия во внешней политике и назначил консерваторов во главе с Эдуардом Тааффе. Правительство Тааффе относилось к славянскому населению империи лучше, чем либералы, и в ответ получило поддержку Старочехов, которые добились заметного успеха в улучшении положения чехов в Австро-Венгрии. В 1880 году был опубликован Указ о языке, в результате чего чешский язык стал на равных с немецким языком использоваться в Богемии. В 1882 году Карл-Фердинандский университет в Праге был разделён на два отдельных учебных учреждения: чешское и немецкое. Однако эти уступки оказались недостаточными для вновь созданной чешской торговой и промышленной буржуазии. Интенсивный конфликт последовал за тем, когда чехи и немцы пытались разделить контроль над администрацией и образованием. В 1890 году некоторые из Старочехов пытались выработать компромисс с богемскими немцами, но эти попытки не были поддержаны более молодой и более радикальной чешской интеллигенцией. В следующем году Старочехи были разгромлены Младочехами, что завершило период попыток найти компромисс с немецкой частью империи.
В то время как отношения между чехами и немцами ухудшались в Богемии, они оставались относительно спокойными в Моравии. Хотя отдельный административный статус Моравии был отменён в XVIII веке, но в 1849 году стал считаться единой административно-территориальной частью империи. В Моравии, в отличие от Богемии, в 1905 году был достигнут компромисс между чешским большинством и немецким меньшинством. Хотя у немецкого языка сохранялось небольшое преобладание, юридически гарантировалось сохранение чешского языка и культуры. Данное компромиссное положение в Моравии удалось сохранять вплоть до конца правления Габсбургов в 1918 году.
В течение последнего десятилетия существования Австро-Венгрии обструкционизм как чехов, так и немцев делал парламентскую политику неэффективной и правительства менялись с большой частотой. Младочехи постепенно теряли влияние, поскольку чешская политика изменила свою концепцию. Появились политические партии выступающие за демократию и социализм. В 1900 году чешский политик Томаш Масарик, профессор университета и бывший член Младочехов, основал Чешскую прогрессивную партию. Томаш Масарик выступал за национальную автономию чехов в Австро-Венгрии, всеобщее избирательное право и отвергал идею радикализма, а затем стал президентом Чехословакии после распада империи по результатам проигранной Первой мировой войны.
После окончания Первой мировой войны отношения между Австрией и Чехословакией характеризовались преимущественно экономическими контактами и нерешёнными вопросами, связанными с разделом Австро-Венгрии. В начале ноября 1918 года был открыт Офис чехословацкого полномочного представителя в Вене, через который стали осуществляться первые дипломатические контакты. 10 сентября 1919 года был подписан мирный договор с Австрией в Сен-Жермен-ан-Ле и стороны приступили к установлению дипломатических отношений. 20 января 1920 года были установлены официальные дипломатические отношения между странами, которые были прекращены после аншлюса Австрии нацистской Германией в 1938.
С 1939 по 1945 год продолжалась Вторая мировая война, по итогам которой Австрия и Чехословакия вновь стали независимыми государствами. 23 апреля 1946 года правительство Чехословакии приняло решение признать Австрию и её правительство, а также обменяться с ней политическими представителями. 8 января 1975 года министерство иностранных дел Чехословацкой Социалистической Республики сделало заявление, что с Австрией было достигнуто соглашение повысить уровень своих дипломатических представительств до уровня посольств.
1 января 1993 года Чехословакия распалась на два суверенных государства — Чехию и Словакию. В 2003 году премьер-министр Чехии Владимир Шпидла посетил с официальным государственным визитом Австрию, где высказал свои сожаления насчёт депортации судетских немцев в 1945 году. В Австрии проживает около 300 000 судетских немцев и их потомков.